# David Archuleta
David James Archuleta, född den 28 december 1990 i Utah, USA, är en amerikansk sångare.
2007, vid sexton års ålder, gick han på audition för American Idol och gick vidare. Han blev en av de yngsta finalisterna. I maj 2008 slutade han på en andra plats, där han fick 44 procent av de 97 miljoner rösterna.
Han har tidigare medverkat i Star Search där han vann junior sektionen.
I augusti 2008 släppte Archuleta låten Crush, den första singeln från hans själv-betitlade debutalbum. Albumet släpptes i november 2008, och debuterade som nummer två på Billboardlistans top 200. I juni 2009 hade albumet sålts i 707 576 exemplar i USA, och i över 900 000 exemplar globalt.
Hans andra album, Christmas from the Heart, är ett julalbum och släpptes den 13 oktober 2009.
Under våren 2009 var han förband åt McFly på deras UCAP-tour. 
Under sommaren 2009 var Archuleta ute på turné tillsammans med stjärnskottet Demi Lovato.
I oktober 2010 släppte David sitt tredje album The other side of down. 
Han har varit med i iCarly och Hannah Montana.

## Privatliv
Archuleta är uppvuxen inom Jesu Kristi Kyrka av Sista Dagars Heliga och tillbringade två år i Chile som missionär. 
Archuleta kom ut som gay för sin familj 2014 och 2021 kom han ut offentligt som HBTQ-person och beskrev att han inte var helt säker på sin sexualitet och beskrev även sin kamp att balansera sin läggning och sin religion. I november 2022 berättade Archuleta att han behövt ta ett steg tillbaka från sin religion efter att ha varit självmordsbenägen och efter samtal med ledare inom mormonkyrkan.